# بيقية ربيعية
البيقية الربيعية أو البيقية الجلبانية (باللاتينية: Vicia lathyroides) نوع نباتي علفي يتبع جنس البيقية من الفصيلة البقولية المعروفة بقدرتها على تثبيت النيتروجين الجوي من خلال بكتيريا المستجذرة.

## الوصف النباتي
البيقية الربيعية نبات حولي ارتفاعه من 20-50 سم. الزهرة بنفسجية غامقة.

## الموئل والانتشار
تنتشر في بلاد الشام والمغرب العربي وقبرص وتركيا والقوقاز وكل مناطق أوروبا.

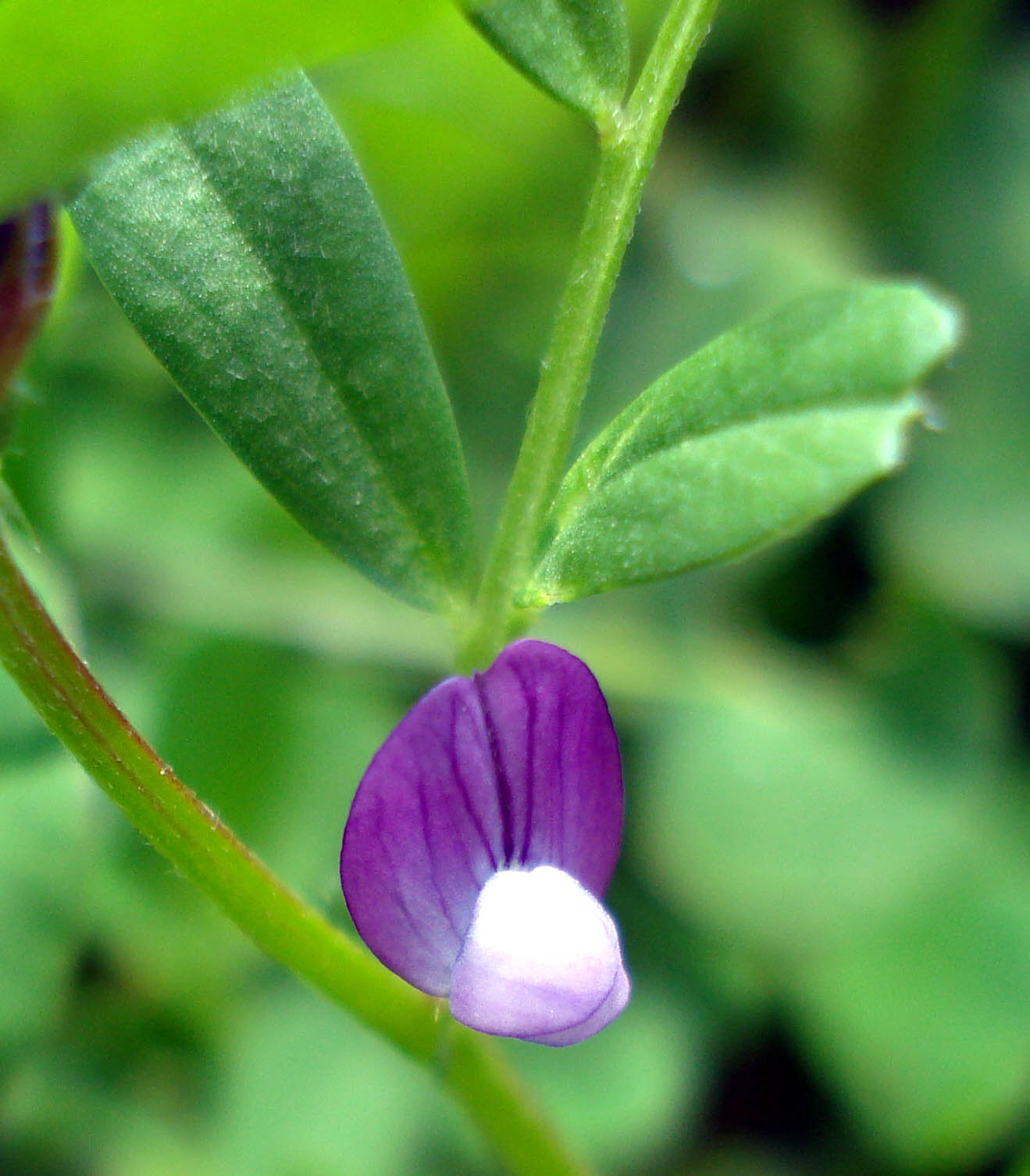
أوراق وأزهار البيقية الربيعية